# Желько Єрков
Желько Єрков (6 листопада 1953) — югославський баскетболіст.
Олімпійський чемпіон 1980 року, срібний призер 1976 року.
Чемпіон світу 1978 року.
Срібний призер Чемпіонату світу 1974 року.
Бронзовий призер Чемпіонату світу 1982 року.
Чемпіон Європи 1973, 1975, 1977 років.
Бронзовий призер Чемпіонату Європи 1979 року.
Переможець юнацького чемпіонату Європи (U-18) 1972 року.